# Sangdo-dong
Sangdo-dong (koreanska: 상도동)  är en stadsdel i stadsdistriktet Dongjak-gu i Sydkoreas huvudstad Seoul.

## Indelning
Administrativt är Sangdo-dong indelat i:
| Namn    | Namn               | Yta km² | Invånare 31 dec 2021 |
| ------- | ------------------ | ------- | -------------------- |
| 상도1동 | Sangdo 1(il)-dong  | 1,51    | 45 485               |
| 상도2동 | Sangdo 2(i)-dong   | 0,98    | 28 362               |
| 상도3동 | Sangdo 3(sam)-dong | 0,60    | 24 846               |
| 상도4동 | Sangdo 4(sa)-dong  | 0,75    | 28 914               |